# السهم الملتهب (مسرحية)
السهم الملتهب مسرحية سعودية تجسد مسيرة لاعب نادي النصر والمنتخب السعودي ماجد عبد الله، وتسلط الضوء على مشواره الكروي في مراحل مختلفة من حياته. وهي من بطولة فيصل الدوخي وعبد الرحمن المزيعل، وإخراج نايف البقمي، وعُرضت المسرحية في موسم الرياض 2022.

## قصة المسرحية
تدور أحداث المسرحية حول التحديات التي اجتازها اللاعب النجم ماجد عبدالله في مشواره الكروي من البدايات وحتى مرحلة الاعتزال، إذ يعد إحدى أيقونات الكرة السعودية بما قدمه من عطاء مميز في الميادين الخضراء وما أحرزه من أهداف ستظل محفوظة في الذاكرة.

## طاقم المسرحية
- نايف البقمي (المخرج)
- فيصل الدوخي.
- عبد الرحمن المزيعل.[4]